# Jini
Jini（ /ˈdʒiːni/ ），也称为Apache River，是分布式系统的一种通过模块化的合作服务集合的网络架构。 JavaSpaces是Jini的一部分。 
Jini最初由Sun开发，使用Apache License 2.0许可证 。Jini的責任已经移交給Apache软件基金会，并重名为“ River”。

## 功能
Jini是在Java平台上所發展出來的一個只有三萬五千行的程式，具備Java跨平台的能力，可在網路上的任何設備上執行。它是特別專為網路設備而開發的軟體，提供了一些基本的網路連結、資訊分享及互動的功能。

## 历史
Sun于1998年7月引入了Jini。 1998年11月，Sun宣布有一些公司已支持Jini。 
Sun Microsystems的Jini团队一直声明 Jini 不是首字母缩写。 肯·阿诺德（Ken Arnold ）开玩笑说，Jini的意思是“ Jini Is Not Initials”，这也让它有递归缩写 ，但它的真正的意思仍旧不变。 “jini”一词在斯瓦希里语中是“魔鬼”的意思，"魔鬼"是借用阿拉伯语中的神话精靈（ mythological spirit），源于于拉丁语天才 ，也源于英语单词“ genie ”。 
Jini提供了一种面向服务的体系结构（SOOA）。       